# Kaeke

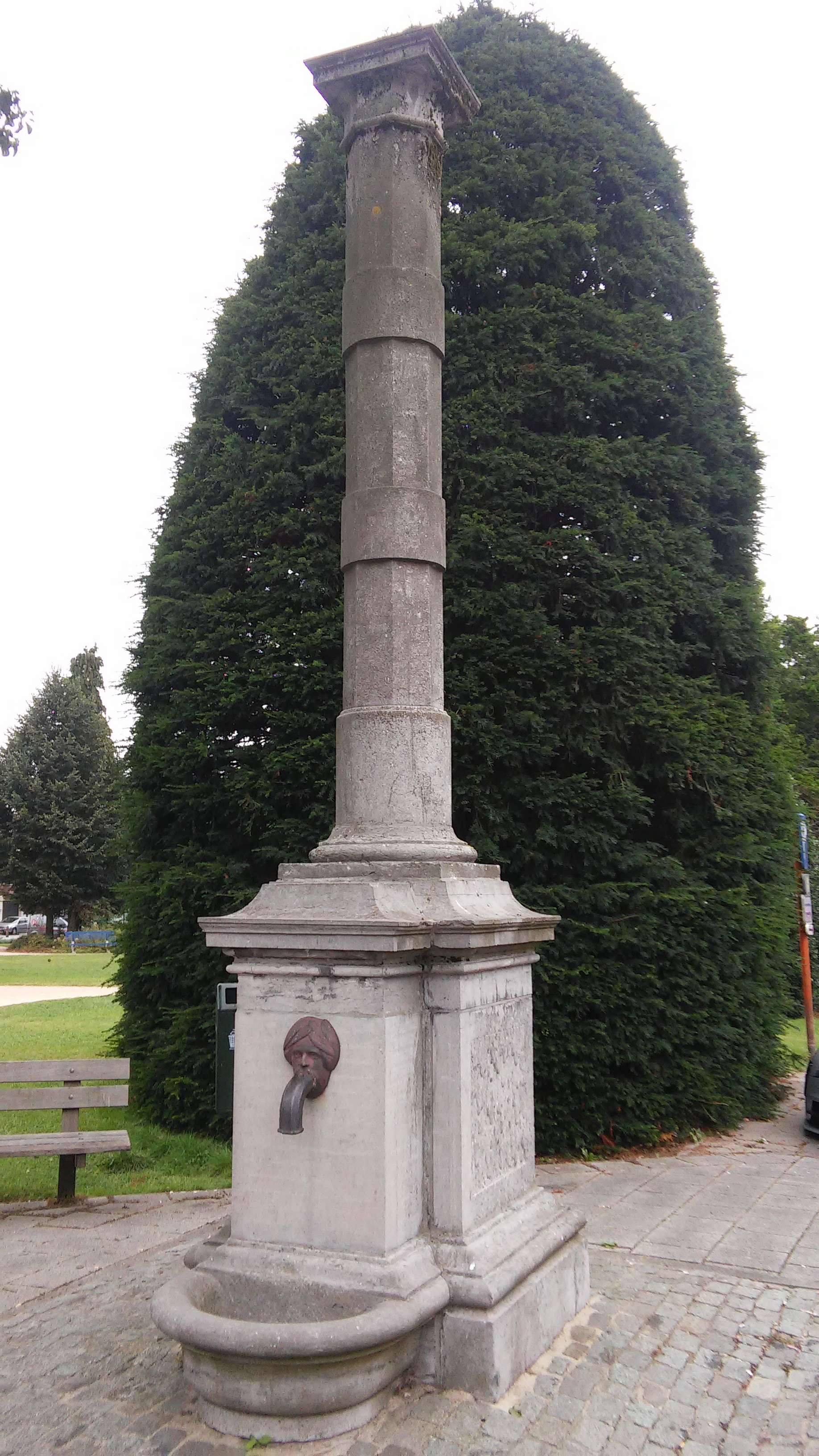
De Kaeke

De Kaeke is een erkend monument dat zich bevindt op de hoek van het Laar bovenop een waterpomp en dit in de gemeente Aartselaar. De Kaeke is een vroegere schandpaal.

## Geschiedenis
De Kaeke van Aartselaar heeft een voorgeschiedenis. De naam Kaeke is afkomstig van het letterlijk "aan de kaak stellen". Dit was een welbekende straf ten tijde van de middeleeuwen. "Aan de kaak stellen" deed men door de misdadiger in kwestie aan een schandpaal te hangen.
Voor de schandpaal effectief op het Laar terechtkwam, bevond hij zich vermoedelijk, ten tijde van het ancien régime, op het gerechtsveld van de heerlijkheid Van Heysselaer. Door een erfenis in 1803 kwam hij terecht bij de familie de Crane.

### Het Laar
Het Laar is een dorpsplein te midden van Aartselaar. Het Laar werd volgens akte van 29 oktober 1519 aan de kerk van Aartselaar geschonken door koning Karel V  (die later keizer Karel zal worden). Dit was echter wel tegen betaling. De Kerk van Aartselaar moest een jaarlijks 'cappuyn' betalen aan de koning en zijn nakomelingen. Volgens deze akte gebeurt deze schenking via de rentmeester van Karel V, Dierick Boisot.
In deze akte stond het volgende te lezen:
Ons genadichs Conincks van Castille in syne landen van Mechelen te erve aan de kerk van Aertselaer in erfelyck rechte te besittene ende te gebruyckender kerke van Aertselaer sonder iemant t'sy prochiaen oft gemeynte inne gerechticht te syne het Laer gestaen tot Aetselaer in de plaetse omtrekt de Kercke aldaer mette eycke opt selve Laer staende omme daerop te moegen setten-planten jonge heesters sulckx als byden kerckmeesteren derselver kercke wege aldaer oppe te stellen sonder toeseggene van iemande totter derselver behoeff ende dat voor eenen capuyn tsiaers erff chyns jaerlyckx
Vrij vertaald wil dit zeggen:
"in erfelijk recht te bezitten en te gebruiken" met het recht het te beplanten zoals de kerkmeesters het zal believen te doen nu en later volgens de behoeften van de kerk en dit alles zonder de toezegging van iemand anders en dat voor 1 cappuyn jaarlijks.
Het feit dat het dorpsplein toebehoort aan de kerk en niet aan de gemeente is zeer zeldzaam. In die tijd was het Laar ook veel groter dan het nu effectief is. Het had namelijk een oppervlakte van 3400 m².

### De waterpomp en de kolom
De waterpomp met daarbovenop de Kaeke heeft niet altijd op het Laar gestaan. Naar aanleiding van het vergroten van de kerk, had men water te kort en was er een reden om een waterpomp te plaatsen. Het heeft echter jaren geduurd voor de effectieve plaatsing werd uitgevoerd. Daar er ook altijd discussie was over het Laar. De discussie ging tussen de heren van Kleidal en de Kerk. Wie had het eigendomsrecht over het Laar? Later zal blijken dat het de kerk is, die het eigendomsrecht bezit.
Gedurende verschillende jaren zijn er vele zittingen geweest in verband met de plaatsing van de waterpomp met daarbovenop de kolom (de Kaeke), alsook de kosten. 
- Tijdens de zitting van de gemeenteraad op 18 februari 1862 wordt er voor het eerst over gepraat. De raad beslist namelijk het bestuur toelating te geven om een stenen paal te kopen, beter bekend als de toenmalige 'Kaeck'. In die zitting gaat de raad akkoord om deze 'Kaeck' over te kopen van de familie De Crane voor 30 frank.
- Op 10 september 1864 wordt beslist dat de pomp en het kolom geplaatst mag worden, in de begroting van 1865 wordt hier dan ook geld voor vrijgemaakt.
- Tijdens de vergadering van 3 augustus 1866 wordt de pomp weer besproken. Er is een plan en een bestek opgesteld door de provinciale bouwmeester de heer Gife. Hieruit blijkt echter dat er nog bijkomend 40 frank gerekend moet worden om de kolom te plaatsen.
- Op 8 oktober 1867 zal de uiteindelijke plaatsing van de waterpomp met het kolom (waar ze uiteindelijk 40 frank voor betalen aan de familie De Crane) gebeuren. De plaatsing werd uitgevoerd op de reeds bestaande waterput.

Voor deze plaatsing schreef het gemeentebestuur ook een bijhorende verklaring voor de kerk:
Wij ondergetekenden, in hoedanigheid van Burgemeester en Schepenen van de gemeente Aartselaar, bekennen door deze, dat de nieuwe arduinen pomp, de welke haar water trekt uit den put door de kerk gemaakt (voor de vergrooting van de kerk, kruiskoor) en welke pomp door het gemeentebestuur in 't Kerkelaar opgericht is, daar enkel op het gedogen van de kerk van Aartselaar is geplaatst, zonder eenige prejudicie voor de kerk of zonder hierdoor eenige pretentie op den eigendom het Kerkelaar te maken. 
Aartselaar, den 8sten october 1867
De Schepen: J.J. Ceulemans
De Burgemeester: J.J. Verschueren
De Secretaris: J.C. Van Leemputten.
Hierdoor was de jarenlange discussie van tafel geveegd. Het eigendomsrecht over het Laar werd duidelijk voor de kerk. Het was echter niet het laatste wat er over de pomp gemeld werd tijdens de zittingen. 
- Zo werd er in oktober 1867 ook gevraagd door burgemeester Verschueren om twee bomen voor de pomp uit te doen, die belemmerden het zicht van de pomp. Of hoe de burgemeester het vermeldde:  'de bomen beletten het gezicht en verzwarten de arduin van de pomp' . Dit heeft de kerk dan ook gedaan.
- In de zitting rond Kerstmis 1872 werd er besproken dat er een sterfput aan de waterpomp geplaatst moet worden.
- Op 19 augustus 1873 worden de werken aan de pomp toevertrouwd aan Roofthoofd van Boom. Deze kosten zullen 1350 frank bedragen.

Sindsdien staat de waterpomp met daarop de schandpaal de 'Kaeke' op het Laar.

## Beschrijving
De Kaeke is een overblijfsel van de 'kaak', de zogenaamde schandpaal. Hij is geplaatst op een reeds bestaande put. Het is een rechthoekige sokkel van arduin met een bronzen waterspuwer en een halfrond waterbekken. Hierop staat een polygonale zuil van hardsteen met een sokkel, schatringen en een dekplaat.

## Heden
In 1992 werd de waterpomp en bijhorende kolom gerestaureerd door de firma Interbuild uit Mortsel voor 600.000 frank. De Kaeke is een beschermd monument. Het is terug te vinden op de lijst van onroerend erfgoed in Aartselaar.

## Varia
Gedurende de geschiedenis worden allerlei schrijfwijzen gebruikt:
- De Kaeke
- De Kaeck
- De Kaek